# Szamotuły (công xã)
Gmina Szamotuły là một Gmina đô thị-nông thôn (công xã) ở Szamotuły, Voivodeship Greater Ba Lan, ở phía tây trung tâm Ba Lan. Khu vực hành chính của nó là thị trấn Szamotuły, nằm cách khoảng 32 kilômét (20 mi) về phía tây bắc của thủ đô Pozna.
Gmina có diện tích 175,07 kilômét vuông (67,6 dặm vuông Anh), và tính đến năm 2006, tổng dân số của nó là 28.575 (trong đó dân số của Szamotuły lên tới 18.760, và dân số của vùng nông thôn của Gmina là 9,815).

## Làng
Ngoài thị trấn Szamotuly, Gmina Szamotuly chứa các làng và các khu định cư của Baborówko, Baborowo, Brodziszewo, Czyściec, Emilianowo, Gałowo, Gałowo-Majątek, Gąsawy, Grabowiec, Jastrowo, Jastrowo-Majątek, Kamionka, Kąsinowo, Kepa, Kozle, Krzeszkowice, Lipnica, Lipnickie Huby, Ludwikowo, Lulinek, Mątowo, Mielno, Myszkowo, Nowy Folwark, Ostrolesie, Otorowo, Pamiątkowo, Piaskowo, Piotrkówko, Poświętne, Przecław, Przecławek, Przyborówko, Przyborowo, Rudnik, Śmiłowo, Szczuczyn, Twardowo, Wincentowo, Witoldzin và Żalewo.

## Gmina lân cận
Gmina Szamotuły giáp với các Gmina của Kaźmierz, Oborniki, Obrzycko, Ostroróg, Pniewy và Rokietnica.